# Anomalia średnia
Anomalia średnia {\displaystyle (M)} – parametr kątowy używany w opisie ruchu po orbicie keplerowskiej, wiążący położenie ciała z czasem. Zdefiniowana jest jako
{\displaystyle M=n(t-t_{\mathrm {p} }),}
gdzie:
{\displaystyle M} – anomalia średnia,
{\displaystyle t} – moment czasu, dla którego liczymy anomalię,
{\displaystyle t_{\mathrm {p} }} – moment przejścia ciała przez perycentrum,
{\displaystyle n} – ruch średni, równy {\displaystyle {\frac {2\pi }{T}}} (gdzie {\displaystyle T} oznacza okres orbitalny).
Często używana jest jako szósty element orbitalny. Anomalię średnią można sobie wyobrazić jako kąt, opisujący położenie fikcyjnego punktu poruszającego się ze stałą prędkością kątową {\displaystyle n} po okręgu opisanym na orbicie.
Anomalia średnia M jest powiązana z anomalią mimośrodową E przez tzw. równanie Keplera:
{\displaystyle M=E-e\cdot \sin E,}
w którym {\displaystyle e} oznacza mimośród orbity.